# Псалтир
Псалтир или книгата Псалми (на гръцки: ψαλτήριον, псалтирион – музикален инструмент от рода на арфата) е една от книгите на Стария завет от Библията. В еврейската Библия се нарича ספר תהילים, Сефер Техилим – Книга на възхвалите, Танакх (на иврит hébreu תנ״ך). Псалмите (на гръцки: Ψαλμοί – „песни“; на еврейски – тегилим (תהילים), са общо 150 или 151 на брой. Според еврейската традиция псалмите са написани от цар Давид, който често се изобразява с арфа в ръце, но в науката се смята, че книгата е съставена от различни автори в продължение на няколко столетия. Псалтира и псалмите често се използват в литургии и молебени.
Най-древни и известни ръкописни псалтири в славянската традиция са глаголическите Синайски псалтир и Псалтир на Димитър, както и кирилските Болонски псалтир, Софийски песнивец и Погодински псалтир.
Старобългарският превод на Псалтира се смята за най-близък до гръцкия текст. Съществуват много различни преводи на Псалтира, както и музикални обработки от първите векове до днес.

## Номериране на псалмите
Пример:
1 ΜΑΚΑΡΙΟΣ ο άνθρωπος, που δεν περπάτησε σε θέλημα ασεβών, και σε δρόμο αμαρτωλών δεν στάθηκε, και σε καθέδρα χλευαστών δεν κάθησε•
2 αλλά, στον νόμο τού Κυρίου είναι το θέλημά του, και στον νόμο του μελετάει ημέρα και νύχτα.
1 Блажен оня човек, Който не ходи по съвета на нечестивите, И в пътя на грешните не стои, И в събранието на присмивателите не седи; 2 Но се наслаждава в закона на Господа, И в Неговия закон се поучава ден и нощ.
Разделянето на текста на псалми и съответната номерация в еврейската (масоретската) Библия се различава от древнегръцкия превод в (Септуагинтата). Гръцката Библия Архив на оригинала от 2008-09-29 в Wayback Machine. до днес, както и старата църковно-славянска Библия съдържат 151 псалма. По-новите версии на българския и руски Псалтир, както и по-новите католически и протестантски псалтири използват масоретската номерация – 150 псалма, но не всички номера съвпадат; затова в някои издания има двойна номерация.